# Christoph von Graffenried

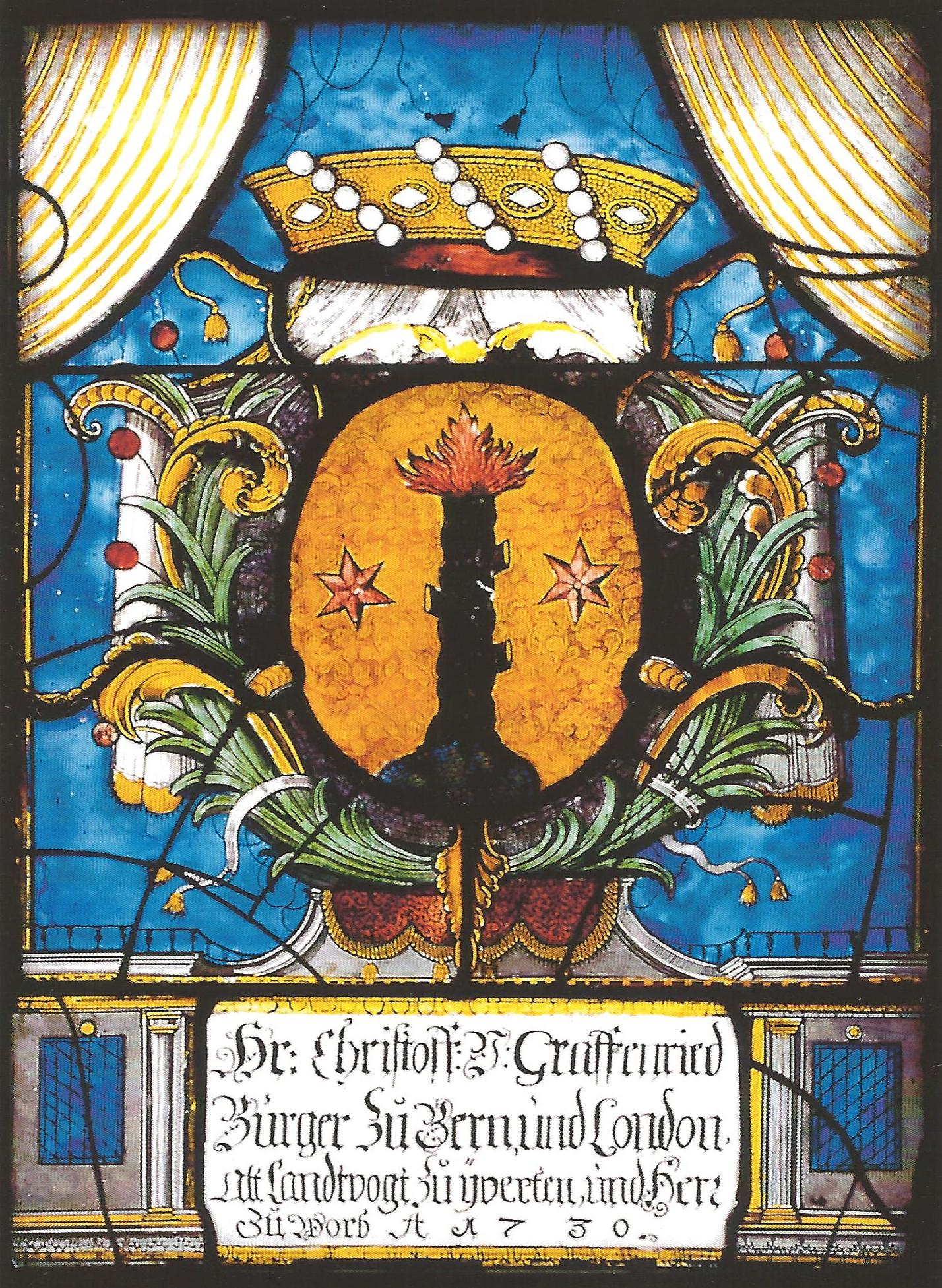
Wappenscheibe Christoph von Graffenried (1661–1743) in der Kirche Worb (1730)

Christoph von Graffenried (* 15. November 1661 in Worb; † November/Dezember 1743 ebenda) war der Gründer der Kolonie New Bern in North Carolina und ein Berner Patrizier.
Seine Eltern waren Anton von Graffenried (1639–1730) und dessen Ehefrau Katharina Jenner, sein Vater war Mitglied der Berner Patrizierfamilie von Graffenried. Sein Vater war Inhaber der Herrschaft Worb, Schultheiss zu Murten, Landvogt zu Yverdon, Genealoge, Mitarbeiter Bucelins sowie korrespondierendes Mitglied der Royal Society in London.

## Leben
Nach einem Studium der Rechtswissenschaft, Geschichte und Mathematik in Leiden und Cambridge wurde er 1691 Mitglied des bernischen Grossen Rats und wirkte von 1702 bis 1708 als Landvogt in Yverdon. 1710 gründete er mit Unterstützung der britischen Krone die Kolonie New Bern, kehrte jedoch nach Angriffen der Tuscarora-Indianer und dem Verlust seines ganzen Vermögens wieder nach Worb zurück. 1730 wurde er im Namen seines Sohnes Verwalter der Herrschaft zu Worb, Wikartswil und Trimstein.
Er heiratete am 25. April 1684 in Bern Regina Tscharner (1665–1731), Tochter des Beat Ludwig Tscharner, Gutsbesitzer in Sutz. Das Paar hatte mehrere Kinder, darunter:
- Christoph († 27. Oktober 1742), starb als Nachfolger seines Vaters in Amerika ⚭ 1714 Barbara Tempest Needham († 26. Juni 1744)
- Franz Ludwig (* 1703; † 1762) Erbe der Herrschaft Worb, 1749–1756 Landvogt von Baden ⚭ N.N.